# NGC 6891
NGC 6891 – mgławica planetarna położona w gwiazdozbiorze Delfina. Została odkryta 22 września 1884 roku przez Ralpha Copelanda.